# Konrad Feuerlein

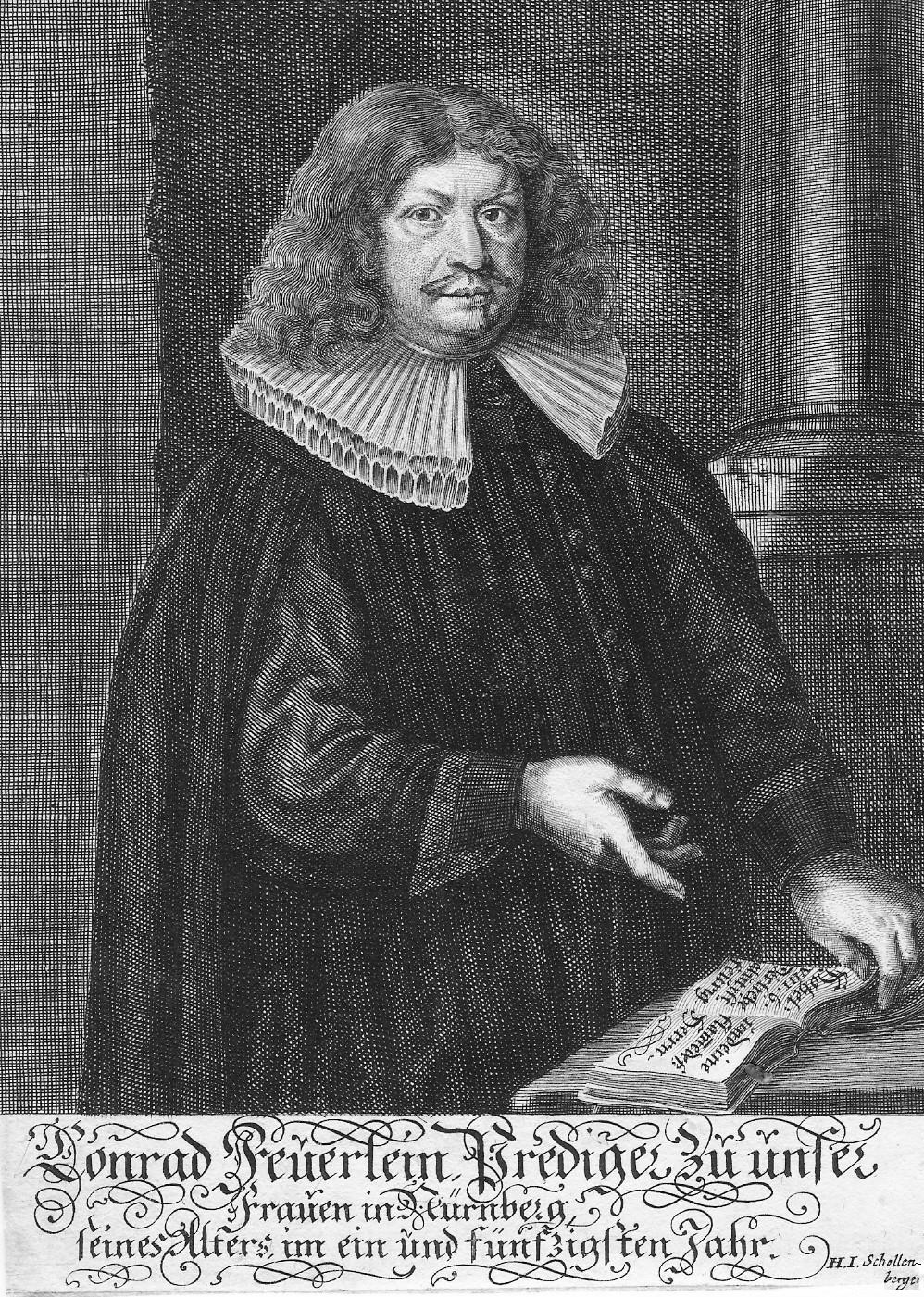
Porträt Konrad Feuerlein, Prediger zu unser Frauen in Nürnberg, seines Alters, im ein und fünfzigsten Jahr. Kupferstich von H.I. Schollenberger AD 1680

Johann Konrad Feuerlein (* 28. November 1629 in Schwabach; † 28. Mai 1704 in Nürnberg, Heiliges Römisches Reich) war ein deutscher lutherischer Theologe, Kirchenliedkomponist und -dichter.

## Leben
Konrad Feuerlein wurde als Sohn des Ratsherren und Bierbrauers Hans Feyerlein (* 1596 in Ebermergen; † 2. Nov. 1633 in Nürnberg) geboren und entstammte somit dem alten fränkischen Bürgergeschlecht Feyerlein. In den Wirren des Dreißigjährigen Krieges verschlug es ihn nach Nürnberg. Dort widmete er sich mit Vorliebe der Musik und nahm unter Entbehrungen Studien an der Universität Jena, an der Universität Leipzig, an der Universität Wittenberg und an der Universität Helmstedt auf.
Konrad Feuerlein promovierte an der Universität Jena zum Doctor theologiae. Er wurde 1654 ordiniert und wirkte anschließend als Pastor im Eckentaler Ortsteil Eschenau und danach in Fürth. 1661 wurde Feuerlein Diakon an der Egidienkirche in Nürnberg, wo er 1663 zum Pfarrer aufstieg. 1669 wechselte er an die Jakobskirche und 1676 an die Frauenkirche. 1683 übernahm er das Pfarramt an der Hauptkirche St. Sebald, verbunden mit dem Amt des Antistes (Vorstehers) des Ministeriums und des Stadtbibliothekars.
Feuerlein schuf Melodien und Texte für geistliche Lieder. Er gab zudem Gesangbücher und Bibelausgaben heraus oder versah sie mit Vorreden. Zahlreich sind vor allem seine schriftlich festgehaltenen Predigten und Kasualreden, beispielsweise 143 Predigten über die Plagen Ägyptens und 38 Predigten über den Auszug aus Ägypten, den Durchgang des Volkes Israel durch das Rote Meer.
Feuerlein war zweimal verheiratet; ab 1655 mit Clara geb. Stirn und nach deren Tod ab 1689 mit Susanne Maria geb. Weißbach verw. Barth. Mit seiner ersten Frau Clara hatte er 12 Kinder. Drei seiner Söhne (Johann Konrad Feuerlein, Friedrich Feuerlein und Johann Jakob Feuerlein) wurden ebenfalls Theologen. Zu seinen Enkeln gehören die Theologen Jakob Wilhelm Feuerlein und Conrad Friedrich Feuerlein und der Mediziner Georg Christoph Feuerlein (1694–1756).
Feuerleins Grab befindet sich auf dem Johannisfriedhof, vom Hauptweg nach Westen in Feld III, Reihe 12.